# Groupe radical, républicain, démocrate et progressiste
Groupe radical, républicain, démocrate et progressiste (dansk: Gruppen af radikale, republikanere, demokrater og fremskridtsvenlige) var en politisk centrum-venstre gruppe, der eksisterede i den franske nationalforsamling fra 26. juni 2012 til 21. december 2017.
Fra den 20. juni 2017 (lige efter parlamentsvalget i juni) var gruppen udsat for en begyndende opløsning, men den blev først lukket i december samme år.
Gruppen havde 18 medlemmer. De fleste kom fra Det radikale Venstreparti.
Roger-Gérard Schwartzenberg var formand for gruppen fra 2012 til 2017.